# 粗莖鶴頂蘭
粗莖鶴頂蘭（学名：Phaius takeoi）为蘭科鶴頂蘭屬下的一个种。

## 扩展阅读
- 維基物種上的相關：粗莖鶴頂蘭